# District municipal de Ga est
Pour les articles homonymes, voir Ga.
Le District municipal de Ga est  (officiellement Ga East Municipal District, en Anglais) est l’un des 10 districts de la Région du Grand Accra au Ghana.

## Villes et villages du district
| - Abokobi - Adenta West - Ayi Mensa - Ashongman | - Bansa - Bantang - Dome - Haatso | - Kwabenya - Madina - Oyarifa - Taifa |

## Sources
- (en) Site de Ghanadistricts